# Wambrechies
Wambrechies (Nederlands: Wemmersijs) is een gemeente in het Franse Noorderdepartement (Frans: département du Nord) (regio Hauts-de-France). De plaats ligt net ten noorden van het  Rijselse verstedelijkte gebied en maakt deel uit van het arrondissement Rijsel. Door Wambrechies stroomt de rivier de Deule. De gemeente telde 10.984 inwoners op 1 januari 2022.

## Geografie
De oppervlakte van Wambrechies bedroeg op 1 januari 2022 15,47 vierkante kilometer; de bevolkingsdichtheid was toen 710 inwoners per km².

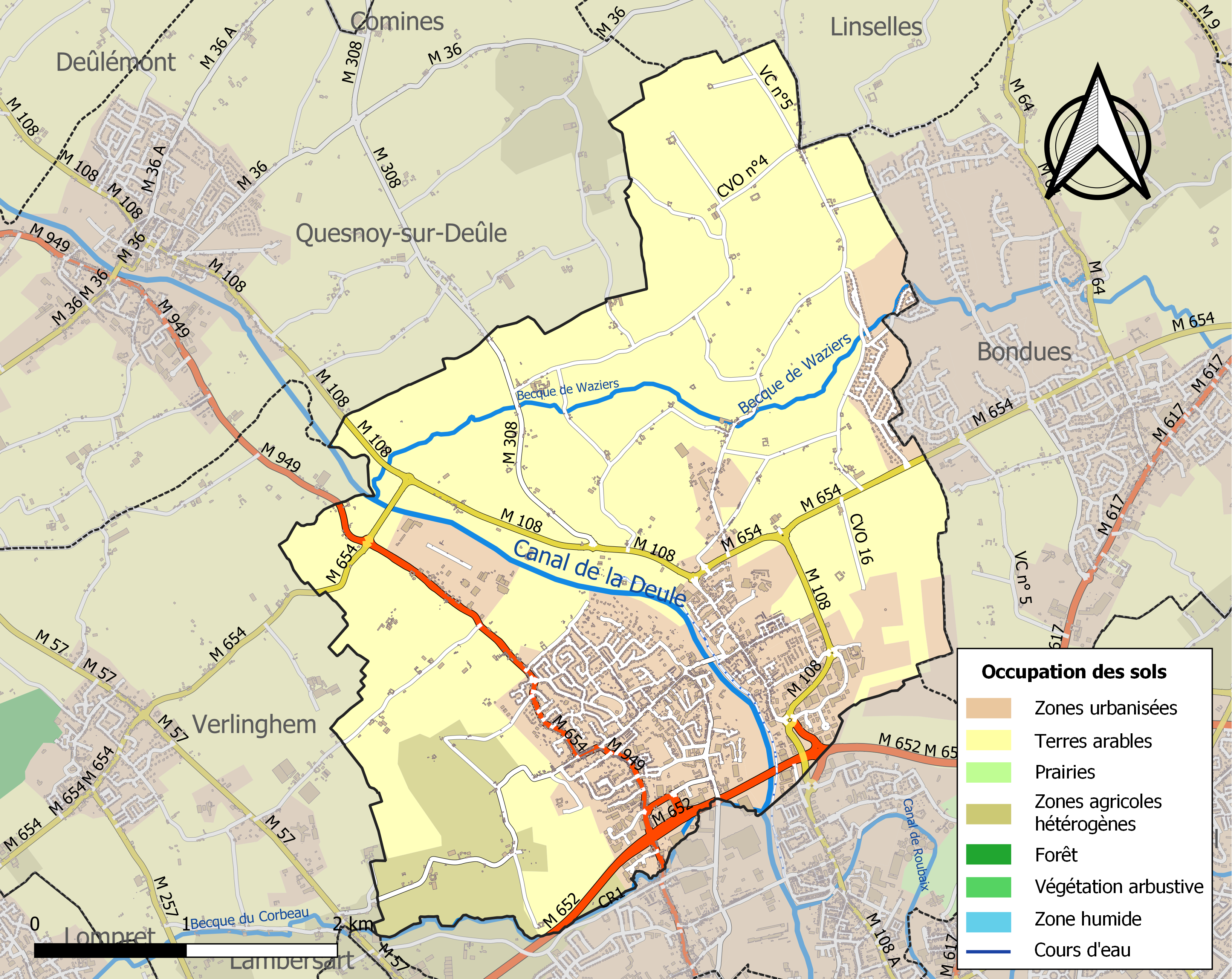
Kaart van de gemeente met de belangrijkste infrastructuur, bodemgebruik en omliggende gemeenten

## Bezienswaardigheden
- De Église Saint-Vaast
- Het Château de Robersart
- Het Deutscher Soldatenfriedhof Wambrechies, een Duitse militaire begraafplaats met meer dan 2300 gesneuvelden uit de Eerste Wereldoorlog
- De voormalige spinnerij La Linière de Wambrechies. Het gebouw werd als monument erkend.
- Distillerie Claeyssens, een jeneverstokerij. Het bedrijf is gevestigd in de historische gebouwen die als monument zijn erkend.

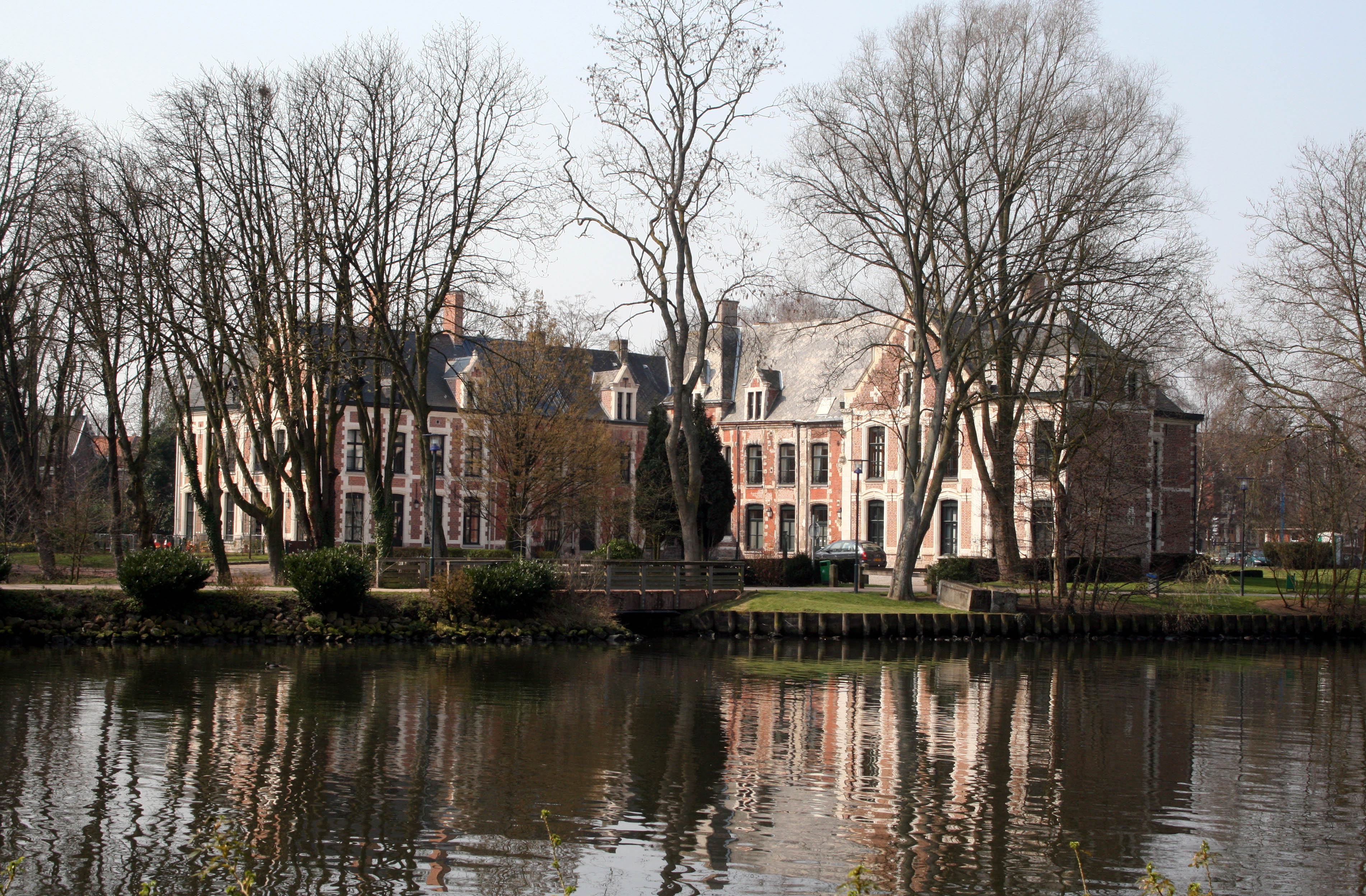
Château de Robersart
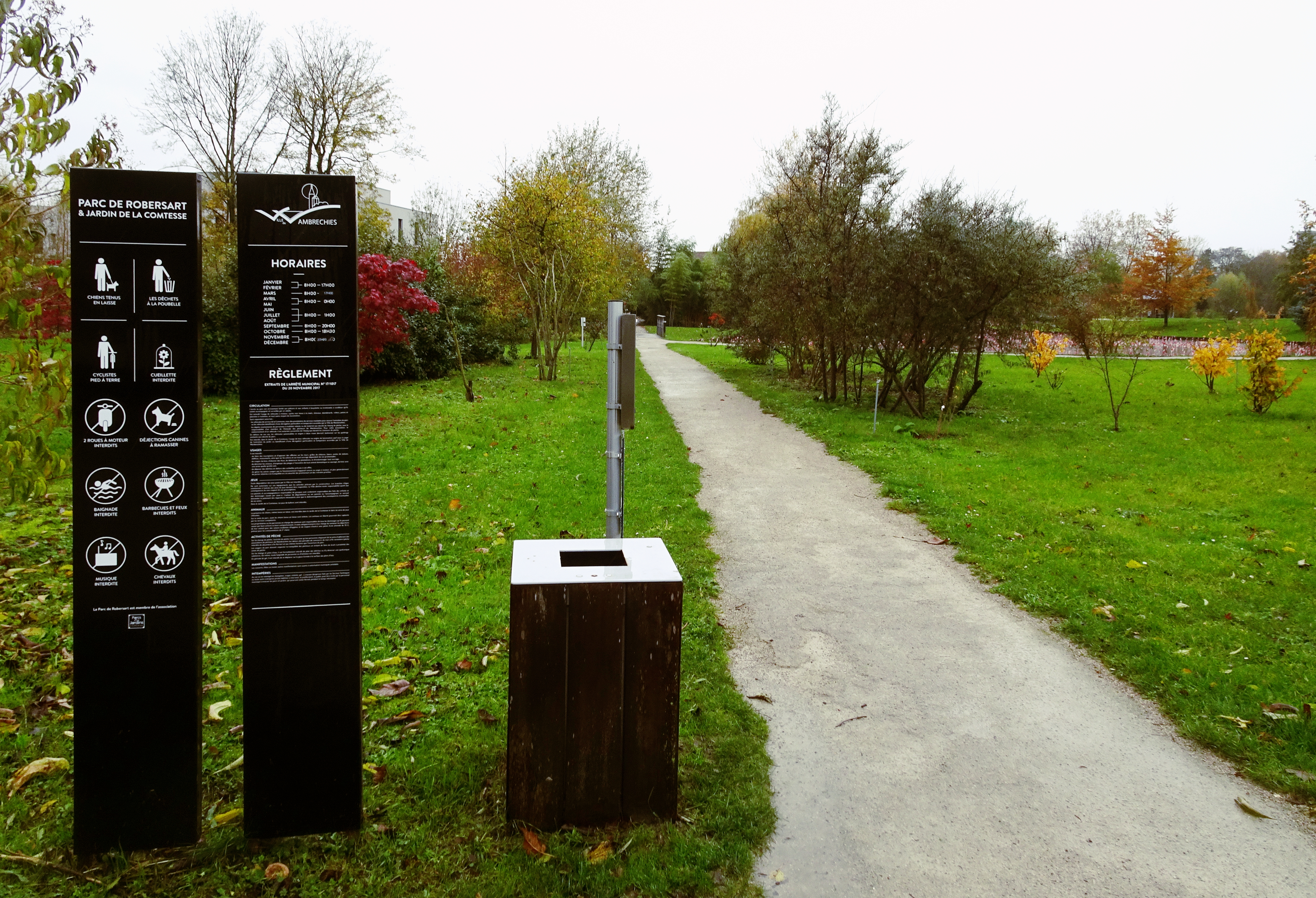
Toegang tot het kasteelpark
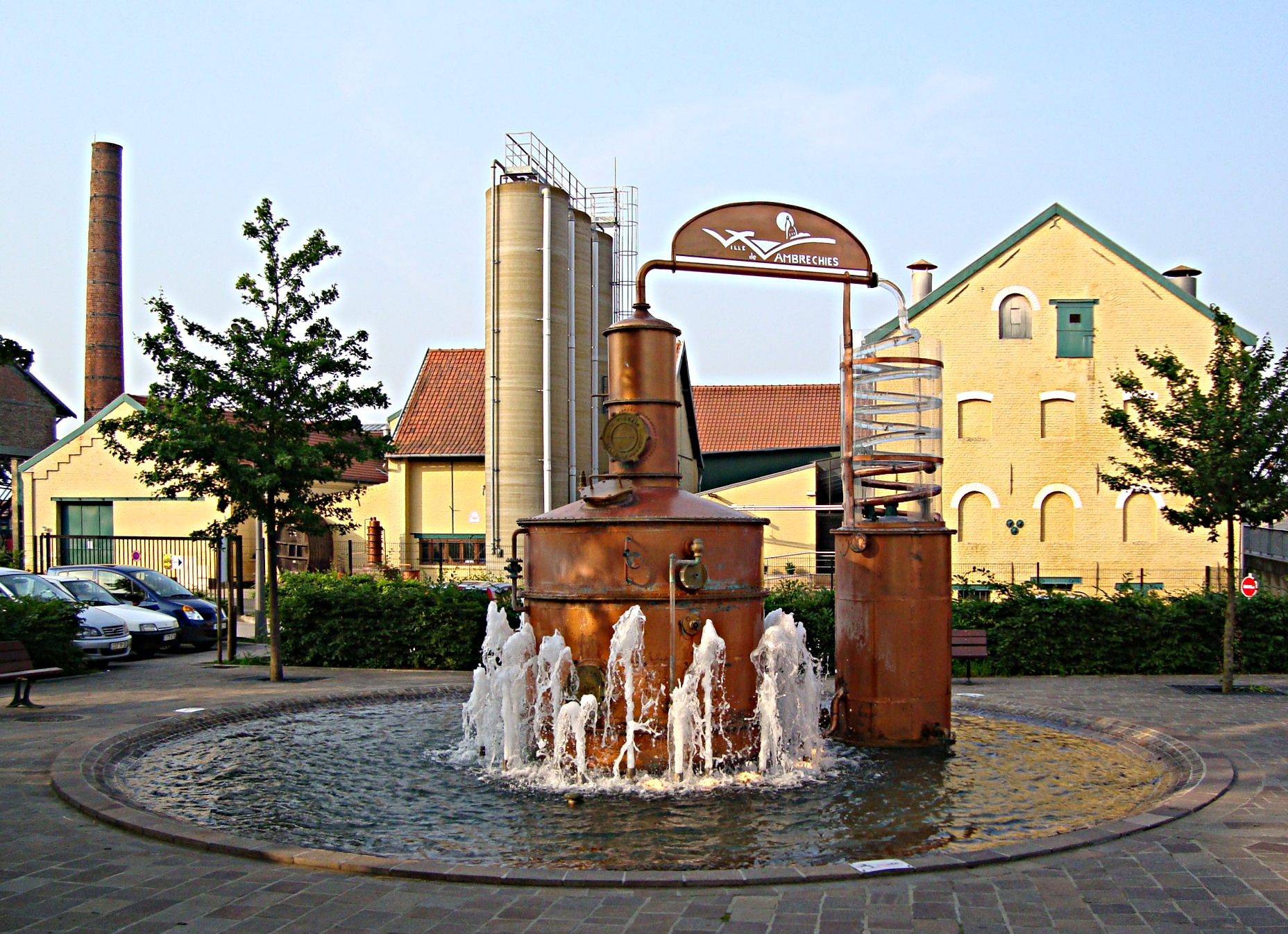
Distillerie Claeyssens

## Demografie
Onderstaande figuur toont het verloop van het inwonertal (bron: INSEE-tellingen).